# Щетинкохвіст панамський
Щетинкохві́ст панамський (Margarornis bellulus) — вид горобцеподібних птахів родини горнерових (Furnariidae). Ендемік Панами.

## Поширення і екологія
Панамські щетинкохвости мешкають в горах на сході Панами. У 2017 році популяція панамських щетинкохвостів була відкрита також в Колумбії, на схилах гори Такаркуна. Панамські щетинкохвости живуть у вологих гірських тропічних і хмарних лісах. Зустрічаються на висоті від 1350 до 1875 м над рівнем моря. Живляться безхребетними, яких шукають в підліску серед епіфітів.

## Збереження
МСОП класифікує цей вид як близький до загрозливого. Панамським щетинкохвостам загрожує знищення природного середовища.